# Dand (Manitoba)
Pour les articles homonymes, voir Dand.
Dand est un hameau du Manitoba située au sud-ouest de la province dans la municipalité rurale de Winchester. Le hameau est située à 10 miles au nord de Deloraine.

## Référence
- (en) Cet article est partiellement ou en totalité issu de l’article de Wikipédia en anglais intitulé « Dand, Manitoba » (voir la liste des auteurs).